# ТОZ-87霰弹枪
ТОZ-87（俄语：ТОЗ-87）霰弹枪是苏联于1978年开发的第一支采用气动原理的12号半自动霰弹枪。

## 历史[1]
苏联生产了采用长枪管行程原理的 MC-21-12 半自动步枪，但在外国武器界，这种系统被认为是过时的。气动霰弹枪系统的发展势头越来越强劲，因此图拉武器厂苏联武器设计师V.N.巴巴宁为首的开发小组开发了一种基于排气原理的新型半自动霰弹枪。
新型开发号被命名为TOZ-24-12，但由于上一代TOZ型号并不是特别受欢迎，MC-24-12项目被推迟了长达8年之久。 1987 年，MC-24-12 进行了现代化升级，为批量生产做准备。
直到 1993 年，TOZ 管理层才成功建立了 MC-24-12 的生产，尽管其名称更改为 TOZ-87。由于它是当时唯一一款以低价出售的气动半自动武器，因此尽管需求量很小，但仍然稳定。但随着更高质量的半自动步枪的出现，对 TOZ-87 的需求已大幅下降。

## 设计特点[2]
TOZ-87的独特之处在于，枪内的枪管下弹匣的功能由枪的导气系统承担。弹药筒、弹匣弹簧和推杆位于导气活塞杆、导气活塞和导气室内部。
气体活塞采用管状弹匣作为杆体，弹匣内装有子弹。第一个复进弹簧缠绕在弹匣上。第二个位于枪托颈部的腔内。通过出气孔，从枪管进入的气体流进入活塞腔。在火药气流的影响下，活塞和杆沿小幅度向后移动。由于它们的运动，枪栓的战斗止动装置与枪管的突出部分脱离，从而解锁了枪膛。
用过的弹壳被抛壳器抛出，枪栓到达运动极限点时，压缩第二个复进弹簧。两个弹簧的同步释放使枪栓和活塞以及连杆回到原来的位置，将下一发子弹送入枪膛。
早期产品的缺点是零件制造和组装质量差。枪管的排气口可能有未打磨的毛刺。两个回弹弹簧是系统的潜在薄弱点，经常发生故障。由于弹匣杆内装有4发子弹，在射击时，随着子弹用完，系统的平衡就会发生变化，从而导致自动系统失效。

## 衍生型号
TOZ-87 霰弹枪有以下改进型：
- TOZ-87 (MC24-12) - 基本型号，使用12*70霰弹。
- TOZ-87-01 - 带有通风瞄准杆的改进型，
- TOZ-87-02-带有可更换枪口附件的改进型，
- TOZ-87-03 - 改进型，配备通风瞄准杆和可更换枪口附件，
- TOZ-87-04 - 改进型，枪管缩短至 540 毫米，
- TOZ-87-05 - 改进型，枪管缩短至 540 毫米，配备可更换枪口附件，
- TOZ-87-06 - 改进型，枪管缩短至 540 毫米，可更换枪口附件，并可安装光学或准直瞄准镜，
- TOZ-187 - 改进型，配备塑料前护木、折叠枪托，可安装激光目标指示器，枪管长 540 毫米，
- TOZ-87 Super – 带有自动气体调节器的改进型。

## 文化
- 游戏Day R Survival出现。[3]